# Pabellón Marqués de Samaranch

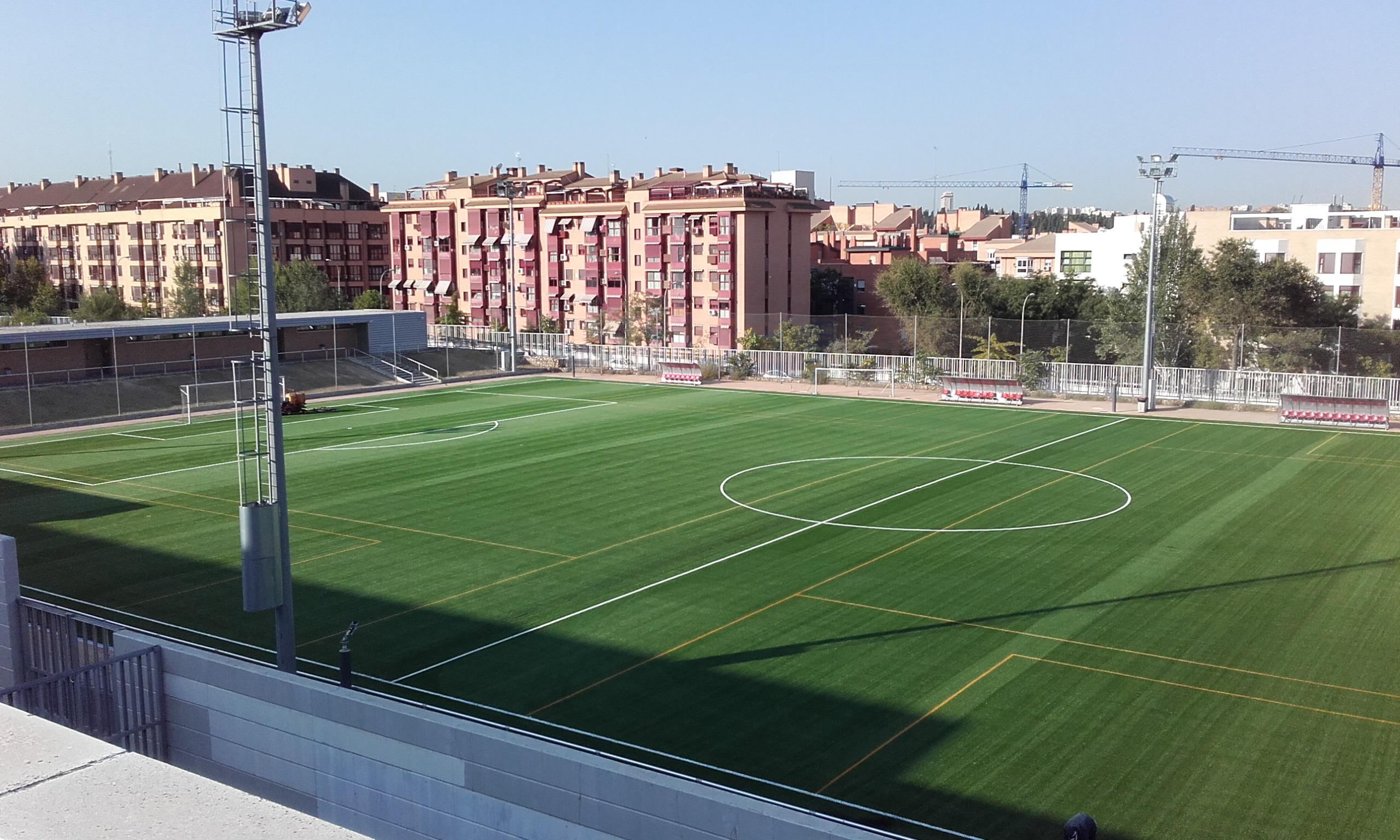
Sportplatz des Pabellón Marqués de Samaranch

Der Pabellón Marqués de Samaranch ist Teil eines städtischen Sportzentrums in Madrid, dem Centro Deportivo Municipal Marqués de Samaranch. Der Name ist auf den früheren IOC-Chef Antonio Samaranch Torelló zurückzuführen, der 1991 vom spanischen König Juan Carlos I. den Adelstitel erhielt.
Das Sportzentrum befindet sich am Paseo Imperial 20 im Madrider Stadtteil Arganzuela und verfügt über eine Vielzahl von Sportanlagen sowohl im Freien als auch in Hallen. Es bietet ein breites Spektrum an sportlichen Aktivitäten und Kursen für verschiedene Altersgruppen an, darunter Schwimmen, Badminton, Volleyball, Padeltennis, Fitness, Pilates und Wassergymnastik. Es ist auch ein Austragungsort für Sportveranstaltungen.

## Einrichtungen
- Fußballfeld mit Kunstrasen
- Tennisplätze
- Padel-Tennisplätze (teilweise mit Glaswänden, teilweise mit Zementboden)
- Mehrzwecksporthalle (Pabellón Polideportivo) mit Tribünen für ca. 450 Zuschauer, die für verschiedene Sportarten wie Basketball, Volleyball und Badminton genutzt wird.
- Schwimmbad mit einem 25-Meter-Becken
- Lehrschwimmbecken
- Mehrzweckräume für Kurse
- Fitnessraum (Sala de musculación)
- Saunen

## Nennenswerte Veranstaltungen
| Veranstaltung                                   | Sportart/Art        | Datum                |
| ----------------------------------------------- | ------------------- | -------------------- |
| Europameisterschaft im Rollstuhlbasketball 2021 | Rollstuhlbasketball | Dezember 2021        |
| Spanish International 2005                      | Badminton           | 26. bis 29. Mai 2005 |